# Hum (Atyina)
Hum (1910-től 1971-ig Hum Voćinski) falu Horvátországban Verőce-Drávamente megyében. Közigazgatásilag Atyinához tartozik.

## Fekvése
Verőcétől légvonalban 20, közúton 30 km-re délkeletre, községközpontjától légvonalban 7, közúton 12 km-re északra, a Papuk-hegység területén, a Csagyavica-patak mentén, a Szalatnokról Daruvárra menő főúttól délre fekszik.

## Története
Josip Buturac szerint a középkori Hum falu nem itt, hanem a mai Humváros helyén volt. Dénes József a középkori Rosonc várát a Hum területén légifelvétel alapján beazonosított sáncokkal hozza összefüggésbe. Ez alapján a vár melletti Rosonc nevű falu lett volna a mai Hum helyén, ezt azonban más forrás nem erősíti meg.
A mai település valószínűleg a török hódoltság idején keletkezett Boszniából érkezett pravoszláv vlachok betelepítésével. Az első katonai felmérés térképén „Dorf Hum” néven találjuk. Lipszky János 1808-ban Budán kiadott repertóriumában „Hum” néven szerepel. Nagy Lajos 1829-ben kiadott művében „Hum” néven Humvárossal együtt 42 házzal, 18 katolikus és 231 ortodox vallású lakossal szerepel.
A 19. században az akkori birtokos Jankovich család a Dél-Dunántúlról magyar anyanyelvű lakosságot telepített be. 1857-ben 142, 1910-ben 684 lakosa volt. 1910-ben a népszámlálás adatai szerint lakosságának 54%-a szerb, 26%-a magyar, 16%-a horvát anyanyelvű volt. Verőce vármegye Szalatnoki járásának része volt. Az első világháború után 1918-ban az új szerb-horvát-szlovén állam, majd később (1929-ben) Jugoszlávia része lett. A második világháború idején a partizánok elűzték a magyar lakosságot, helyükre a háború után szerbek és horvátok települtek. 1991-ben a falu lakosságának 52%-a szerb, 34%-a horvát nemzetiségű volt. A délszláv háború idején a település 1991 októberének elején már szerb ellenőrzés alatt volt. A horvát hadsereg 136. slatinai dandárja az Orkan-91 hadművelet során 1991. december 15-én foglalta vissza. 2011-ben 90 lakosa volt.

## Lakossága
| Lakosság változása | Lakosság változása | Lakosság változása | Lakosság változása | Lakosság változása | Lakosság változása | Lakosság változása | Lakosság változása | Lakosság változása | Lakosság változása | Lakosság változása | Lakosság változása | Lakosság változása | Lakosság változása | Lakosság változása | Lakosság változása |
| ------------------ | ------------------ | ------------------ | ------------------ | ------------------ | ------------------ | ------------------ | ------------------ | ------------------ | ------------------ | ------------------ | ------------------ | ------------------ | ------------------ | ------------------ | ------------------ |
| 1857               | 1869               | 1880               | 1890               | 1900               | 1910               | 1921               | 1931               | 1948               | 1953               | 1961               | 1971               | 1981               | 1991               | 2001               | 2011               |
| 342                | 372                | 356                | 499                | 615                | 684                | 651                | 712                | 443                | 468                | 397                | 371                | 271                | 243                | 98                 | 90                 |

## Nevezetességei
A falu közepén álló, a Szent Kereszt tiszteletére szentelt római katolikus harangtornya 1900-ban épült. 1966-ban megújították.